# Prise de moyenne volumique
La prise de moyenne volumique, souvent désignée par son nom anglais volume averaging, est une technique mathématique de changement d'échelle largement utilisée dans l'étude des milieux poreux, dont l'objectif est de créer des modèles macroscopiques à partir de problèmes à l'échelle microscopique. Historiquement cette technique a permis à divers auteurs en 1967,,, d'obtenir la loi de Darcy, valable à l'échelle macroscopique, en moyennant l'écoulement de Stokes à l'échelle microscopique. On traite ici de ce problème, mais la technique utilisée s'étend à de nombreux autres domaines comme la diffusion de la matière, la conduction thermique ou la mécanique des milieux continus.
Elle est une alternative à la méthode d'homogénéisation mathématique par développement asymptotique.

## Description microscopique / macroscopique
La description des phénomènes physiques dans un milieu poreux peut s'effectuer à différents niveaux : 
- L'échelle microscopique de longueur caractéristique {\displaystyle l_{\beta }} qui est l'échelle du pore, espace vide où circule le fluide. La notion de fluide est ici à prendre au sens large : il peut s'agir d'un écoulement monophasique (liquide ou  gaz) ou diphasique (gaz/liquide ou liquide/liquide). Les interactions entre phases (à la fois fluide-solide, mais aussi fluide-fluide dans le cas d'un écoulement polyphasique) sont prises en compte via les conditions à l'interface de ces deux phases.
- Une échelle plus grande que l'on nommera l'échelle macroscopique de longueur caractéristique {\displaystyle L} est quant à elle de l'ordre de grandeur des dimensions du système. On la caractérise par  {\displaystyle L={\frac {q}{|\nabla q|}}}  où q représente la valeur moyennée de toute quantité décrivant le milieu.

Les deux niveaux de détails présentés ci-dessus diffèrent généralement de plusieurs ordres de grandeur.  Par exemple, la longueur caractéristique de l'écoulement microscopique dans une colonne d'adsorption contenant des billes est de l'ordre du millimètre alors que l'ordre de grandeur de l'échelle macroscopique est celui de la colonne, c'est-à-dire du mètre. On suppose vérifiée l'hypothèse de séparation des échelles : 
{\displaystyle l_{\beta }\ll L}
De plus on suppose que l'on sait définir un volume élémentaire représentatif (VER) du milieu, lequel permettra de faire une hypothèse de périodicité de celui-ci.

## Définition de la moyenne volumique
La notion de moyenne d'une fonction {\displaystyle \phi _{\beta }} à valeur dans une phase {\displaystyle \beta }  est propre au problème que l’on souhaite étudier. Cependant, il est courant de la définir comme l’intégrale sur un volume {\displaystyle {\mathcal {V}}} arbitrairement défini. Ce volume contient du solide (la structure poreuse) autour duquel s'écoule un fluide. Ce dernier peut être monophasique ou multiphasique. On définit la moyenne volumique par:
{\displaystyle \langle \phi _{\beta }\rangle ={\frac {1}{\mathcal {V}}}\int _{{\mathcal {V}}_{\beta }}\phi _{\beta }d{\mathcal {V}}}
On définit également la moyenne intrinsèque à la phase {\displaystyle \beta } par :
{\displaystyle \langle \phi _{\beta }\rangle ^{\beta }={\frac {1}{{\mathcal {V}}_{\beta }}}\int _{{\mathcal {V}}_{\beta }}\phi _{\beta }d{\mathcal {V}}}
Généralement, lorsque l'on cherche à créer un modèle macroscopique à partir d'un problème à l'échelle du pore, on cherche les équations différentielles qui régissent les moyennes intrinsèques à chaque phase.
Ces deux moyennes sont reliées par la relation
{\displaystyle \langle \phi _{\beta }\rangle =\epsilon _{\beta }\langle \phi _{\beta }\rangle ^{\beta }\,,\qquad \epsilon _{\beta }={\frac {{\mathcal {V}}_{\beta }}{\mathcal {V}}}}
Dans le cas où la phase {\displaystyle \beta } est la seule phase qui s'écoule à travers le volume {\displaystyle {\mathcal {V}}}, on peut identifier {\displaystyle \epsilon _{\beta }} à la porosité du milieu.

## Théorème de prise de moyenne volumique
La prise de moyenne volumique n'est pas une opération évidente, notamment en ce qui concerne la moyenne d'une dérivée. En effet, la moyenne d'un gradient est dans la plupart des cas différente du gradient de la moyenne. Les expressions suivantes, conséquence du théorème de Leibnitz nous permet de relier ces deux opérations : 
| - gradient d'une quantité scalaire      | {\displaystyle \langle \nabla \phi _{\beta }\rangle =\nabla \langle \phi _{\beta }\rangle +{\frac {1}{\mathcal {V}}}\int _{{\mathcal {A}}_{\beta \sigma }}\phi _{\beta }{\textbf {n}}_{\beta \sigma }\mathrm {d} A}                   |
| - divergence d'une quantité vectorielle | {\displaystyle \langle \nabla \cdot \Phi _{\beta }\rangle =\nabla \cdot \langle \Phi _{\beta }\rangle +{\frac {1}{\mathcal {V}}}\int _{{\mathcal {A}}_{\beta \sigma }}\Phi _{\beta }\cdot {\textbf {n}}_{\beta \sigma }\mathrm {d} A} |
où 
{\displaystyle {\mathcal {A}}_{\beta \sigma }} est la frontière, à l'intérieur de {\displaystyle {\mathcal {V}}},  entre  {\displaystyle \beta } et les autres phases {\displaystyle \sigma }, et {\displaystyle {\textbf {n}}_{\beta \sigma }} est le vecteur normal unitaire à cette frontière, dirigé de {\displaystyle \beta } vers {\displaystyle \sigma }.
L'intégrale exprime à l'échelle macroscopique les effets à l'interface entre deux phases (par exemple entre un fluide et la structure poreuse). C'est à travers ces intégrales que sont calculées les propriétés macroscopiques telles que la perméabilité.

## Exemple: obtention de la loi de Darcy
La perméation stationnaire de l'écoulement de Stokes d'un fluide β de vitesse Vβ dans un milieu poreux σ est décrit par le système suivant
| - conservation de la quantité de mouvement | {\displaystyle -\nabla p_{\beta }+\mu _{\beta }\nabla ^{2}\mathbf {V} _{\beta }=0}                    |
| - relation d'incompressibilité             | {\displaystyle \qquad \qquad \;\;\nabla \cdot \mathbf {V} _{\beta }=0}                                |
| - condition à la limite fluide-solide      | {\displaystyle \qquad \qquad \qquad \mathbf {V} _{\beta }=0\quad sur\;{\mathcal {A}}_{\beta \sigma }} |
pβ est la pression et μβ la viscosité dynamique.
À ce système il faut ajouter les conditions initiales et aux limites.
La relation d'incompressibilité est moyennée en tenant compte de la condition à la limite  {\displaystyle {\mathcal {A}}_{\beta \sigma }}
{\displaystyle \langle \nabla \cdot \mathbf {V} _{\beta }\rangle =\nabla \cdot \langle \mathbf {V} _{\beta }\rangle +{\frac {1}{\mathcal {V}}}\int _{{\mathcal {A}}_{\beta \sigma }}\mathbf {V} _{\beta }\cdot {\textbf {n}}_{\beta \sigma }\mathrm {d} A=\nabla \cdot \langle \mathbf {V} _{\beta }\rangle =0}
Si l'on s'intéresse à la moyenne intrinsèque à β pour un milieu inhomogène on a
{\displaystyle \nabla \cdot \langle \mathbf {V} _{\beta }\rangle ^{\beta }=-{\frac {1}{\epsilon _{\beta }}}\nabla \epsilon _{\beta }\cdot \langle \mathbf {V} _{\beta }\rangle ^{\beta }}
Le moyennage de la conservation de la quantité de mouvement, plus difficile, aboutit à l'équation
{\displaystyle -\nabla \langle p_{\beta }\rangle ^{\beta }+\mu _{\beta }\nabla ^{2}\langle \mathbf {V} _{\beta }\rangle ^{\beta }+{\frac {1}{{\mathcal {V}}_{\beta }}}\int _{{\mathcal {A}}_{\beta \sigma }}{\textbf {n}}_{\beta \sigma }\cdot {\mathsf {T}}\mathrm {d} A=0}
où  {\displaystyle {\mathsf {T}}}  est un tenseur qui exprime l'interaction du fluide avec le milieu solide.
Ce tenseur peut s'exprimer dans le cas d'un milieu périodique
{\displaystyle -\nabla \langle p_{\beta }\rangle ^{\beta }+\mu _{\beta }\nabla ^{2}\langle \mathbf {V} _{\beta }\rangle ^{\beta }-\mu _{\beta }\epsilon _{\beta }{\mathsf {K}}^{-1}\cdot \langle \mathbf {V} _{\beta }\rangle ^{\beta }=0}
où  {\displaystyle {\mathsf {K}}}  est le tenseur de perméabilité.
On peut réécrire cette équation sous la forme suivante, appelée équation de Darcy-Brinkman
{\displaystyle \langle \mathbf {V} _{\beta }\rangle =\epsilon _{\beta }\langle \mathbf {V} _{\beta }\rangle ^{\beta }=-{\frac {{\mathsf {K}}_{\beta }}{\mu _{\beta }}}\cdot \nabla \langle p_{\beta }\rangle ^{\beta }+{\mathsf {K}}_{\beta }\cdot \nabla ^{2}\langle \mathbf {V} _{\beta }\rangle ^{\beta }}
avec
{\displaystyle {\mathsf {K}}_{\beta }\cdot \nabla ^{2}\langle \mathbf {V} _{\beta }\rangle ^{\beta }<<\langle \mathbf {V} _{\beta }\rangle }
Ce terme peut donc être négligé : on aboutit ainsi à la loi de Darcy dans un milieu périodique anisotrope.